# Su Sanniang
Su Sanniang, född 1830, död 1854, var en kinesisk befälhavare under Taipingupproret. 
Su Sanniang var ursprungligen bondmora. När hennes make mördades av banditer, svor hon att hämnas, något som hon också lyckades med. När hon förföljdes av myndigheterna för morden, slog hon sig samman med andra kriminella för att överleva, och blev så småningom ledare för en banditgäng. När Taipingupproret utbröt anslöt hon sig till det med en armé kriminella som då ska ha uppgått till cirka 2 000 man. 